# Edin Salkić (Fußballspieler, 1998)
Edin Salkić (* 12. Mai 1998 in Tuzla) ist ein bosnischer Fußballspieler.

## Karriere
Salkić begann seine Karriere beim FK Sloboda Tuzla. Im Juli 2017 stand er gegen den NK Široki Brijeg erstmals im Kader der Kampfmannschaft. Sein Debüt für Sloboda Tuzla in der Premijer Liga gab er im August 2017, als er am dritten Spieltag der Saison 2017/18 gegen den FK Krupa in der 70. Minute für Adnan Zukić eingewechselt wurde.
Bis zur Winterpause kam er auf drei weitere Einsätze in der Premijer Liga. Im Januar 2018 absolvierte er ein Probetraining beim österreichischen Zweitligisten FC Blau-Weiß Linz, wurde jedoch nicht verpflichtet. Im Februar 2018 wurde er an den Zweitligisten NK Bratstvo Gračanica verliehen. Für Bratstvo Gračanica absolvierte er in der Rückrunde der Saison 2017/18 13 Spiele in der Prva Liga FBiH.